# Ольвія (плавуча майстерня)
«Ольвія» — плавуча майстерня проєкту 300, яка входила до складу Військово-морських сил України. Бортовий номер присвоєний не був.

## Історія
Плавуча майстерня «ПМ-2» була закладена 25 квітня 1964 року на суднобудівному заводі в Щецині, Польща (заводський №300 / 6). Спущено на воду 30 вересня 1964 року, початок експлуатації з 23 грудня 1964 року. У 1965 році судно увійшло до складу суден забезпечення Військово-морського флоту СРСР. Входило до складу дивізіону морських суден забезпечення (ДНМСО) ЧЧФ. У 1980 році корабель був переданий на Чорноморський суднобудівний завод (м.Миколаїв) без зміни назви. З грудня 1991 року судно перейшло Україні, а з 1992 року плавуча майстерня отримала нову назву «Ольвія». Судно було списано та здано на злам у 2000 році.